# Ternana Calcio 1984-1985
Questa voce raccoglie le informazioni riguardanti la Ternana Calcio nelle competizioni ufficiali della stagione 1984-1985.

## Stagione
Nella stagione 1984-1985 sulla panchina delle fere troviamo Gaetano Salvemini in un girone B super, di Serie C1, dove l'hanno fatta da protagoniste Catanzaro e Palermo, promosse in Serie B, ed il Messina quale terzo incomodo. La Ternana con 32 punti ha ottenuto una tranquilla salvezza, avendo raccolto 15 punti nel girone d'andata e 17 nel ritorno. Con 10 reti il miglior marcatore stagionale rossoverde è stato Silvio Paolucci, di queste 2 reti in Coppa Italia e 8 in campionato. Nella Coppa Italia di Serie C la Ternana, prima del campionato, ha disputato il girone N di qualificazione, vinto con 8 punti dal Montevarchi, staccando di un punto la stessa Ternana, che ha terminato il girone al secondo posto davanti al Siena terzo classificato ed al Civitavecchia ultimo.

## Rosa
| N. |                   | Ruolo | Calciatore            |
| -- | ----------------- | ----- | --------------------- |
| -  | Italia (bandiera) | A     | Ubaldo Biagetti       |
| -  | Italia (bandiera) | P     | Graziano De Luca      |
| -  | Italia (bandiera) | D     | Francesco Di Vincenzo |
| -  | Italia (bandiera) | C     | Giuseppe Donatelli    |
| -  | Italia (bandiera) | C     | Luciano Filippi       |
| -  | Italia (bandiera) | C     | Moreno Grilli         |
| -  | Italia (bandiera) | A     | Vittorio Martini      |
| -  | Italia (bandiera) | A     | Silvio Paolucci       |
| -  | Italia (bandiera) | D     | Franco Peccenini      |
| -  | Italia (bandiera) | C     | Nicola Peragine       |

| N. |                   | Ruolo | Calciatore         |
| -- | ----------------- | ----- | ------------------ |
| -  | Italia (bandiera) | D     | Natale Picano      |
| -  | Italia (bandiera) | C     | Giampiero Pocetta  |
| -  | Italia (bandiera) | P     | Alberto Raggi (I)  |
| -  | Italia (bandiera) | D     | Gabriele Ratti     |
| -  | Italia (bandiera) | D     | Armando Rizzo      |
| -  | Italia (bandiera) | D     | Silvestro Rossi    |
| -  | Italia (bandiera) | C     | Fabrizio Spagnuolo |
| -  | Italia (bandiera) | A     | Bruno Spinelli     |
| -  | Italia (bandiera) | C     | Ernesto Truddaiu   |
| -  | Italia (bandiera) | C     | Antonio Trudu      |

## Risultati

### Campionato

#### Girone di andata
| Arbitro: | Scalise (Bologna) |

|             |           |  |
| Pocetta 42’ | Marcatori |  |

| Arbitro: | Fiorenza (Siena) |

|               |           |  |
| Cinquetti 90’ | Marcatori |  |

| Arbitro: | Cornieti (Forlì) |

|                                   |           |  |
| Donatelli 21’ (rig.) Paolucci 39’ | Marcatori |  |

| Arbitro: | Conforti (Macerata) |

|                   |           |                          |
| Frigerio 23’, 39’ | Marcatori | 38’ Paolucci 76’ Martini |

| Arbitro: | Pucci (Firenze) |

|             |           |               |
| Paolucci 4’ | Marcatori | 11’ Maiellaro |

| Reggio Calabria 28 ottobre 1984 6ª giornata | Reggina           | 0 – 0 | Ternana | Stadio Comunale\| Arbitro: \| Schiavon (Padova) \| |
| Arbitro:                                    | Schiavon (Padova) |       |         |                                                    |

| Arbitro: | Baroni (Macerata) |

|              |           |              |
| Paolucci 10’ | Marcatori | 12’ Lombardi |

| Arbitro: | Quartuccio (Torre Annunziata) |

|             |           |  |
| Marulla 69’ | Marcatori |  |

| Arbitro: | Vasselli (Roma) |

|           |           |  |
| Rizzo 56’ | Marcatori |  |

| Arbitro: | Rosati (Empoli) |

|          |           |  |
| Silva 1’ | Marcatori |  |

| Arbitro: | Isola (Parma) |

|                                |           |  |
| Colucci 67’ (rig.) Biagini 73’ | Marcatori |  |

| Arbitro: | Tedeschi (Bologna) |

|                                   |           |  |
| Donatelli 35’ (rig.) Truddaiu 61’ | Marcatori |  |

| Casarano 16 dicembre 1984 13ª giornata | Casarano         | 0 – 0 | Ternana | Stadio Giuseppe Capozza\| Arbitro: \| Cornieti (Forlì) \| |
| Arbitro:                               | Cornieti (Forlì) |       |         |                                                           |

| Arbitro: | Mazzetti (Firenze) |

|             |           |              |
| Biagetti 6’ | Marcatori | 48’ Laurenti |

| Arbitro: | Bruni (Arezzo) |

|                         |           |                      |
| Lorenzo 15’ Musella 72’ | Marcatori | 74’ (aut.) Iacobelli |

| Terni 13 gennaio 1985 16ª giornata | Ternana           | 0 – 0 | Francavilla | Stadio Libero Liberati\| Arbitro: \| Mellino (Crotone) \| |
| Arbitro:                           | Mellino (Crotone) |       |             |                                                           |

| Arbitro: | Catania (Roma) |

|                                                  |           |              |
| Roccotelli 20’ Gaito 57’ Guidetti 70’ Caruso 74’ | Marcatori | 24’ Paolucci |

#### Girone di ritorno
| Messina 3 febbraio 1985 18ª giornata | Messina            | 0 – 0 | Ternana | Stadio Giovanni Celeste\| Arbitro: \| Felicani (Bologna) \| |
| Arbitro:                             | Felicani (Bologna) |       |         |                                                             |

| Arbitro: | Strada (Abbiategrasso) |

|               |           |            |
| Donatelli 31’ | Marcatori | 65’ Casale |

| Arbitro: | Barbaraci (Cagliari) |

|                                     |           |  |
| Mandressi 52’ La Rosa 56’ Urban 74’ | Marcatori |  |

| Arbitro: | Betti (Siena) |

|           |           |  |
| Trudu 88’ | Marcatori |  |

| Arbitro: | Grechi (Milano) |

|                    |           |              |
| Messina 37’ (rig.) | Marcatori | 62’ Truddaiu |

| Terni 10 marzo 1985 23ª giornata | Ternana          | 0 – 0 | Reggina | Stadio Libero Liberati\| Arbitro: \| Cornieti (Forlì) \| |
| Arbitro:                         | Cornieti (Forlì) |       |         |                                                          |

| Arbitro: | Ruffinengo (Savona) |

|                    |           |  |
| Zaccaro 62’ (rig.) | Marcatori |  |

| Arbitro: | Vasselli (Roma) |

|                      |           |             |
| Cavazzini 25’ (aut.) | Marcatori | 52’ Marulla |

| Arbitro: | Tedeschi (Bologna) |

|            |           |                    |
| D'Este 37’ | Marcatori | 83’ (aut.) Caffaro |

| Terni 14 aprile 1985 27ª giornata | Ternana         | 0 – 0 | Monopoli | Stadio Libero Liberati\| Arbitro: \| Pucci (Firenze) \| |
| Arbitro:                          | Pucci (Firenze) |       |          |                                                         |

| Terni 21 aprile 1985 28ª giornata | Ternana             | 0 – 0 | Akragas | Stadio Libero Liberati\| Arbitro: \| Conforti (Macerata) \| |
| Arbitro:                          | Conforti (Macerata) |       |         |                                                             |

| Arbitro: | Isola (Parma) |

|           |           |  |
| Tappi 45’ | Marcatori |  |

| Arbitro: | Bettini (Forlì) |

|              |           |  |
| Paolucci 46’ | Marcatori |  |

| Arbitro: | Scalise (Bologna) |

|                                      |           |                                   |
| Lunerti 6’ Coppola 37’ Petriello 54’ | Marcatori | 44’ Paolucci 77’ (rig.) Donatelli |

| Terni 26 maggio 1985 32ª giornata | Ternana             | 0 – 0 | Catanzaro | Stadio Libero Liberati\| Arbitro: \| Bailo (Novi Ligure) \| |
| Arbitro:                          | Bailo (Novi Ligure) |       |           |                                                             |

| Arbitro: | Baldas (Trieste) |

|                   |           |                        |
| Nobili 77’ (rig.) | Marcatori | 57’ Truddaiu 76’ Trudu |

| Arbitro: | Nicchi (Arezzo) |

|                                   |           |  |
| Filippi 3’ Paolucci 11’ Trudu 27’ | Marcatori |  |

### Coppa Italia

#### Girone N
| Arbitro: | Lasala (Roma) |

|  |           |             |
|  | Marcatori | 2’ Paolucci |

| Arbitro: | Barbaraci (Cagliari) |

|                                  |           |             |
| Biagetti 8’ Donatelli 60’ (rig.) | Marcatori | 21’ Bertini |

| Arbitro: | Sanguineti (Chiavari) |

|  |           |           |
|  | Marcatori | 25’ Rizzo |

| Arbitro: | Tedeschi (Bologna) |

|  |           |            |
|  | Marcatori | 70’ Nuccio |

| Arbitro: | Grechi (Milano) |

|             |           |  |
| Garozzo 62’ | Marcatori |  |

| Arbitro: | Piana (Modena) |

|                                                  |           |  |
| Paolucci 65’ Donatelli 67’ Filippi 87’ Rizzo 90’ | Marcatori |  |